# 935 (numero)
Novecentotrentacinque (935) è il numero naturale dopo il 934 e prima del 936.

## Proprietà matematiche
- È un numero dispari.
- È un numero composto, con 8 divisori: 1, 5, 11, 17, 55, 85, 187, 935. Poiché la somma dei suoi divisori (escluso il numero stesso) è 361 < 935, è un numero difettivo.
- È un numero sfenico.
- È un numero odioso.
- È parte delle terne pitagoriche (143, 924, 935), (396, 847, 935), (420, 935, 1025), (440, 825, 935), (561, 748, 935), (816, 935, 1241), (935, 1368, 1657), (935, 1452, 1727), (935, 2244, 2431), (935, 3552, 3673), (935, 5100, 5185), (935, 7920, 7925), (935, 17472, 17497), (935, 25704, 25721), (935, 39732, 39743), (935, 87420, 87425), (935, 437112, 437113).
- È un numero di Harshad nel sistema numerico decimale.
- È un numero congruente.
- È un numero intero privo di quadrati.

## Astronomia
- 935 Clivia è un asteroide della fascia principale del sistema solare.
- NGC 935 è una galassia spirale della costellazione dell'Ariete.
- IC 935 è un oggetto celeste.

## Astronautica
- Cosmos 935 (con vettore Sojuz-U) è un satellite artificiale russo.

## Altri ambiti
- La Porsche 935 era un'automobile da competizione derivata dalla versione stradale, ovvero dalla Porsche 911.
- Karosa C 935 è un autobus del Regno Unito.
- Departmental route 935 è una strada in Francia.
- New Brunswick Route 935 è una autostrada del Nuovo Brunswick, Canada.
- Maryland Route 935 è una autostrada in Maryland, Stati Uniti d'America.
- PR-935 è una autostrada in Paraná, Brasile.